# Seleção Panamenha de Futebol de Areia
A Seleção Panamenha de Futebol de Areia representa o Panamá nas competições internacionais de futebol de areia (ou beach soccer).

## Títulos
| Continentais | Continentais     | Continentais | Continentais |
|              | Competição       | Títulos      | Anos         |
| ------------ | ---------------- | ------------ | ------------ |
|              | Copa da CONCACAF | 1            | 2017         |